# Sätramumien
I mars 1973 dök Sätramumien upp. I Sätra i södra Stockholm kom vid en och samma tid en mängd vittnesmål om att en mumie hade setts. Uppgifterna gjorde gällande att mumien hade dödat en katt, skrämt hästar i sken vid Sätra ridskola samt att han satt högst upp i stenkrossen bortanför Skärholmsvägen och att han ylade mot månen om nätterna.
Enligt signalemenetet var Sätramumiens huvud invirat i gasbinda. Baserat på signalementet publicerade Expressen på förstasidan ett fotografi av en polis som hade munderats i enlighet med detta signalement. Därefter började man hitta gasbindor och toalettpapper i gångtunnlarna i och kring Sätra.
Det råder delade meninga om hur länge hemsökelserna pågick. Historien kopplas i efterhand till de amerikanska skräckfilmer som visats på tv under vintern och som inspirerade det som brukar kallas "skräcksommaren" 1973. 
Författaren Sirit Spont (alias Titti Persson) har skrivit ungdomsrysaren "Sätramumien", utgiven 2021. 
Författaren Anders Fager (som bodde i Sätras grannby Bredäng 1973) har skrivit ett äventyr om Sätramumien till Fria Ligans rollspel "Ur Varselklotet".